# Football Club Lugano
Maillots
Actualités
Le Football Club Lugano, abrégé FC Lugano et connu sous le nom de Lugano Calcio, est un club de football suisse basé à Lugano. Il évolue actuellement en Super League (D1 Suisse).

## Histoire

Ancien logo.

L'ancien club FC Lugano a été fondé le 28 juillet 1908. Il évolue au stade du Cornaredo. Ses joueurs sont surnommés les Bianconeri.
Le FC Lugano connaît son heure de gloire en 1995 en éliminant l'Inter Milan au premier tour de la Coupe UEFA.
En mars 2003, le club est mis en faillite. L’équipe n’achève pas le tour de promotion-relégation LNA-LNB dans lequel elle était engagée. Le 27 mars 2003, un nouveau club est créé sous le nom de AC Lugano (Associazione Calcio Lugano). Ce club est contraint de repartir de la 2e ligue suisse (4e division) avec pour effectif les joueurs de l'ancienne équipe des moins de 21 ans.
La naissance du club actuel date du 30 juin 2004, lorsque l'AC Lugano fusionne avec le FC Malcantone Agno, un club de la banlieue de Lugano, où se trouve l'aéroport, qui vient d'être promu en Challenge Ligue (2e division). Le nom du nouveau club reste dans un premier temps l'AC Lugano, mais le public ne suit plus. Les affluences au stade sont désastreuses : le nouveau club attire un public encore moins nombreux que l'ancien, qui n'était déjà guère suivi. À l'occasion du centenaire de l'historique ex-FC Lugano, le 4 juin 2008, et en accord avec les dirigeants et la commune d'Agno, le club reprend le nom de FC Lugano ainsi que le logo de l'ancien club.
Dès lors et jusqu'en 2011, le club a toujours été proche de la promotion en Super League. La première fois en 2009, en barrage contre le FC Lucerne, les Tessinois s'imposent au match aller (1-0) pour ensuite subir une lourde défaite à Lucerne (5-0). L'année suivante, c'est un barrage qui se transforme en derby tessinois puisque l'adversaire n'est autre que l'AC Bellinzona, le voisin cantonal. Malgré un bon match nul jusqu'aux arrêts de jeu, les Luganais encaissent à la 91e minute et  s'inclinent 2-1. Le match retour au Cornaredo se solde sur un 0-0 en dépit d'une énorme occasion des Bianconeri à la dernière seconde de jeu. Lors de la saison 2010-2011, c'est à nouveau un très bon FC Lugano que l'on retrouve sur le terrain. Malgré une avance de 14 points sur le FC Lausanne-Sports (promu à la fin de la saison), Lugano n'arrive ni à accrocher la première place du championnat ni celle de barragiste, lors de la dernière journée du championnat.

## Bilan sportif

### Palmarès
| Compétitions nationales | Compétitions internationales |
| - Championnat de Suisse : - Champion (3) : 1938, 1941 et 1949. - Vice-champion (6) : 1943, 1945, 1946, 1995, 2001 et 2024. - Championnat de Suisse de deuxième division : - Champion (4) : 1954, 1961, 1964 et 2015. - Vice-champion (2) : 1987 et 1998. - Coupe de Suisse - Vainqueur (4) : 1931, 1968, 1993 et 2022. - Finaliste (7) : 1943, 1952, 1971, 1992, 2016, 2023 et 2024. | - Ligue des champions (C1) - 1 participation. - Coupe des vainqueurs de coupe (C2) - 2 participations. - Coupe UEFA/Ligue Europa (C3) - 3 participations. - Ligue Europa Conférence (C4) - 1 participation. |

### Bilan saison par saison
| Saison    | Championnat      | Championnat | Championnat | Championnat | Championnat | Championnat | Championnat | Championnat | Championnat | Championnat | Championnat | Buteur           | Buteur | Coupe de Suisse  | Coupes d'Europe | Coupes d'Europe |
| Saison    | Div.             | Pos.        | Pts         | M           | V           | N           | D           | BP          | BC          | Diff.       | Affl.       | Nom              | Buts   | Coupe de Suisse  | Compét.         | Tour            |
| --------- | ---------------- | ----------- | ----------- | ----------- | ----------- | ----------- | ----------- | ----------- | ----------- | ----------- | ----------- | ---------------- | ------ | ---------------- | --------------- | --------------- |
| 2005-2006 | Challenge League | 10e         | 41          | 34          | 10          | 11          | 13          | 41          | 52          | -11         | 903         | Ganz             | 11     | Quarts de finale | -               | -               |
| 2006-2007 | Challenge League | 12e         | 41          | 34          | 11          | 8           | 15          | 42          | 46          | -4          | 886         | Boughanem (en)   | 14     | 16e de finale    | -               | -               |
| 2007-2008 | Challenge League | 9e          | 46          | 34          | 12          | 10          | 12          | 61          | 63          | -2          | 765         | Renfer           | 20     | 16e de finale    | -               | -               |
| 2008-2009 | Challenge League | 2e          | 70          | 30          | 22          | 4           | 4           | 72          | 30          | +42         | 1 349       | Rennella         | 24     | 16e de finale    | -               | -               |
| 2009-2010 | Challenge League | 2e          | 59          | 30          | 17          | 8           | 5           | 65          | 29          | +36         | 1 582       | Carlos           | 16     | 8e de finale     | -               | -               |
| 2010-2011 | Challenge League | 3e          | 62          | 30          | 20          | 2           | 8           | 57          | 35          | +22         | 2 470       | Senger           | 17     | 8e de finale     | -               | -               |
| 2011-2012 | Challenge League | 5e          | 49          | 30          | 14          | 7           | 9           | 44          | 38          | +6          | 1 809       | Senger           | 10     | 16e de finale    | -               | -               |
| 2012-2013 | Challenge League | 7e          | 44          | 36          | 11          | 11          | 14          | 52          | 50          | +2          | 1 743       | Sadiku           | 20     | 16e de finale    | -               | -               |
| 2013-2014 | Challenge League | 2e          | 64          | 36          | 19          | 7           | 10          | 55          | 46          | +9          | 1 736       | Rafael Silva     | 9      | 16e de finale    | -               | -               |
| 2014-2015 | Challenge League | 1er         | 74          | 36          | 22          | 8           | 6           | 64          | 31          | +33         | 3 148       | Bašić            | 11     | 8e de finale     | -               | -               |
| 2015-2016 | Super League     | 9e          | 35          | 36          | 9           | 8           | 19          | 46          | 75          | -29         | 4 240       | Čulina (it)      | 10     | Finaliste        | -               | -               |
| 2016-2017 | Super League     | 3e          | 53          | 36          | 15          | 8           | 13          | 52          | 61          | -9          | 4 049       | Ezgjan Alioski   | 16     | 8e de finale     | -               | -               |
| 2017-2018 | Super League     | 8e          | 42          | 36          | 12          | 6           | 18          | 38          | 55          | -17         | 3 747       | Carlinhos Júnior | 10     | Quarts de finale | C3              | Groupes         |
| 2018-2019 | Super League     | 3e          | 46          | 36          | 10          | 16          | 10          | 50          | 49          | +1          | 3 557       | Carlinhos Júnior | 13     | Quarts de finale | -               | -               |
| 2019-2020 | Super League     | 5e          | 47          | 36          | 11          | 14          | 11          | 46          | 46          | 0           | 2 434       | Gerndt           | 6      | 16e de finale    | C3              | Groupes         |
| 2020-2021 | Super League     | 4e          | 49          | 36          | 12          | 13          | 11          | 40          | 42          | -2          | 232         | Bottani          | 6      | Quarts de finale | -               | -               |
| 2021-2022 | Super League     | 4e          | 54          | 36          | 16          | 6           | 14          | 50          | 54          | -4          |             |                  |        | Vainqueur        | -               | -               |
| 2022-2023 | Super League     | 3e          | 57          | 36          | 15          | 12          | 9           | 59          | 47          | +12         |             |                  |        | Finaliste        | C4              | 3e tour         |
| 2023-2024 | Super League     | 2e          |             |             |             |             |             |             |             |             |             |                  |        |                  |                 |                 |
| 2024-2025 | Super League     | 4e          |             |             |             |             |             |             |             |             |             |                  |        |                  |                 |                 |

### Bilan européen
Légende
- Victoire ou qualification pour le tour suivant
- Match nul
- Défaite ou élimination de la compétition

Note : dans les résultats ci-dessous, le score du club est toujours donné en premier.
| Saison    | Compétition             | Tour                | Club               | Domicile | Extérieur | Total             |
| --------- | ----------------------- | ------------------- | ------------------ | -------- | --------- | ----------------- |
| 1968-1969 | Coupe des coupes        | Seizièmes de finale | FC Barcelone       | 0 - 1    | 0 - 3     | 0 - 4             |
| 1971-1972 | Coupe UEFA              | Premier tour        | Legia Varsovie     | 1 - 3    | 0 - 0     | 1 - 3             |
| 1993-1994 | Coupe des coupes        | Tour préliminaire   | Nioman Hrodna      | 5 - 0    | 1 - 2     | 6 - 2             |
| 1993-1994 | Coupe des coupes        | Seizièmes de finale | Real Madrid CF     | 1 - 3    | 0 - 3     | 1 - 6             |
| 1995-1996 | Coupe UEFA              | Tour préliminaire   | AS Jeunesse d'Esch | 2 - 1    | 0 - 0     | 2 - 1             |
| 1995-1996 | Coupe UEFA              | Premier tour        | Inter Milan        | 1 - 1    | 1 - 0     | 2 - 1             |
| 1995-1996 | Coupe UEFA              | Deuxième tour       | Slavia Prague      | 1 - 2    | 0 - 1     | 1 - 3             |
| 2001-2002 | Coupe des coupes        | Deuxième tour Q     | Chakhtar Donetsk   | 2 - 1    | 0 - 3     | 2 - 4             |
| 2002-2003 | Coupe UEFA              | Tour préliminaire   | FK Ventspils       | 1 - 0    | 0 - 3     | 1 - 3             |
| 2017-2018 | Ligue Europa            | Groupe G            | Hapoël Beer-Sheva  | 1 - 0    | 1 - 2     | Troisième         |
| 2017-2018 | Ligue Europa            | Groupe G            | FCSB               | 1 - 2    | 2 - 1     | Troisième         |
| 2017-2018 | Ligue Europa            | Groupe G            | Viktoria Plzeň     | 3 - 2    | 1 - 4     | Troisième         |
| 2019-2020 | Ligue Europa            | Groupe B            | Dynamo Kiev        | 0 - 0    | 1 - 1     | Quatrième         |
| 2019-2020 | Ligue Europa            | Groupe B            | FC Copenhague      | 0 - 1    | 0 - 1     | Quatrième         |
| 2019-2020 | Ligue Europa            | Groupe B            | Malmö FF           | 0 - 0    | 1 - 2     | Quatrième         |
| 2022-2023 | Ligue Europa Conférence | Troisième tour Q    | Hapoël Beer-Sheva  | 0 - 2    | 1 - 3     | 1 - 5             |
| 2023-2024 | Ligue Europa            | Barrages Q          | Royale Union SG    | 0 - 1    | 0 - 2     | 0 - 3             |
| 2023-2024 | Ligue Europa Conférence | Groupe D            | Club Bruges        | 1 - 3    | 0 - 2     | Quatrième         |
| 2023-2024 | Ligue Europa Conférence | Groupe D            | FK Bodø/Glimt      | 0 - 0    | 2 - 5     | Quatrième         |
| 2023-2024 | Ligue Europa Conférence | Groupe D            | Beşiktaş JK        | 0 - 2    | 3 - 2     | Quatrième         |
| 2024-2025 | Ligue des champions     | Deuxième tour Q     | Fenerbahçe SK      | 3 - 4    | 1 - 2     | 4 - 6             |
| 2024-2025 | Ligue Europa            | Troisième tour Q    | Partizan Belgrade  | 2 - 2 ap | 1 - 0     | 3 - 2             |
| 2024-2025 | Ligue Europa            | Barrages Q          | Beşiktaş JK        | 3 - 3    | 1 - 5     | 4 - 8             |
| 2024-2025 | Ligue Conférence        | Phase de ligue      | HJK Helsinki       | 3 - 0    | N/A       | 6e                |
| 2024-2025 | Ligue Conférence        | Phase de ligue      | FK Mladá Boleslav  | N/A      | 1 - 0     | 6e                |
| 2024-2025 | Ligue Conférence        | Phase de ligue      | TSC Bačka Topola   | N/A      | 1 - 4     | 6e                |
| 2024-2025 | Ligue Conférence        | Phase de ligue      | KAA La Gantoise    | 2 - 0    | N/A       | 6e                |
| 2024-2025 | Ligue Conférence        | Phase de ligue      | Legia Varsovie     | N/A      | 2 - 1     | 6e                |
| 2024-2025 | Ligue Conférence        | Phase de ligue      | Paphos FC          | 2 - 2    | N/A       | 6e                |
| 2024-2025 | Ligue Conférence        | Huitièmes de finale | NK Celje           | 5 - 4 ap | 0 - 1     | 5 - 5 (1 - 3 tab) |
| 2025-2026 | Ligue Europa            | Deuxième tour Q     | CFR Cluj           | 0 - 0    | 0 - 1 ap  | 0 - 1             |
| 2025-2026 | Ligue Conférence        | Troisième tour Q    | NK Celje           | 0 - 5    | 4 - 2     | 4 - 7             |